# 영일 관계
영국-일본 관계(영어: Japan–United Kingdom Relations, 일본어: 日英関係)는 영국과 일본 간의 양자 및 외교 관계이다.

## 역사
일본과 영국의 관계의 역사는 1600년에 일본 오이타현 우스키의 규슈 해안에 영국 출신의 항해사인 윌리엄 애덤스가 도착하면서 시작되었다. 사코쿠(쇄국정책) 시대(1641년 ~ 1853년)에는 양국 간에 공식적인 관계가 없었다. 네덜란드인은 중개자 역할을 했다. 1854년에 체결된 영일 화친 조약은 영국과 도쿠가와 막부 간의 공식적인 외교 관계를 시작하여 1902년부터 1922년까지 이어진 영일 동맹으로 발전했다. 그러나 영국의 자치령들은 영국에 일본과의 동맹을 종료하도록 압력을 가했다.
영일 관계는 1930년대에 일본 제국의 만주사변·중일 전쟁 가담, 1941년에 일어난 석유 공급 중단을 계기로 급속히 악화되었다. 일본 제국은 제2차 세계 대전 시기이던 1941년 12월에 영국에 전쟁을 선포하고 영국의 식민지였던 홍콩, 보르네오섬, 말레이반도를 점령했다. 일본 제국은 압도적인 세력을 이용하여 영국 함대 대부분을 침몰시키고 싱가포르의 항복을 강요하여 많은 수감자들을 붙잡았으나 인도 외곽에서 영국의 반격으로 인해 밀려나면서 패전했다.
영일 관계는 1950년대에 개선되었다. 2011년 5월 3일에는 윌리엄 헤이그 영국 외무장관이 “영국에게 일본은 아시아에서 가장 가까운 파트너들 가운데 하나"라고 말했다.

## 같이 보기
- 고용 외국인
- 중일 관계
- 러시아-일본 관계
- 대한민국–일본 관계
- 영중 관계
- 뉴질랜드-영국 관계
- 대한민국-영국 관계
- 미국-영국 관계
- 이와쿠라 사절단
- 조슈 5인